# Луговая (Дубровенский район)
Луговая (бел. Лугава́я; до 30 июля 1964 года — рус. Малая Детель, Дятель Меньшая) — деревня в Дубровенском районе Витебской области Республики Беларусь. Входит в состав Добрынского сельсовета.

## География
Ближайшие населённые пункты Большая Дятель (Дубровенский район), Колотилы, Моралёвка (Горецкий район) и др.

### Гидрография
Протекает река Пнёвка.

## Этимология
До 30 июля 1964 года деревня называлась — рус. Малая Детель (бел. Мала́я Дзя́цель).

## История
В 1910 году в Сватошицкой волости Горецкого уезда Могилёвской губернии.
До 16 октября 1989 года деревня входила в состав Кленовского сельсовета.

## Население

### Численность
- 2009 год — 3 человек

### Динамика
- 1910 год — 32 дворов, 90 муж., 116 жен.[4]
- 1999 год — 29 человек (перепись населения)
- 2009 год — 3 человек (перепись населения)[4]

## Улицы
- Луговая